# Yichun (Heilongjiang)
Yichun (en chino, 伊春市; pinyin, Yīchūn shì; literalmente, ‘nueve en mongol’) es una ciudad-prefectura en la provincia de Heilongjiang, en la República Popular China, situada en las riberas del río Amur, frontera con Rusia. Su área es de 39 017 km² (83 % bosque) y su población total para 2010 superó el millón de habitantes. Se le apoda la ciudad Lindu (林都), que significa la capital del bosque.

## Administración
Desde el 13 de junio de 2019 la ciudad prefectura de Yichun se divide en 10 localidades que se administran en 4 distritos urbanos, 1 ciudad suburbana y 5 condados rurales.
- Distrito Yimei (伊春区)
- Distrito Wucui (乌翠区)
- Distrito Youhao 友好区
- Distrito Jilin 西林区
- Ciudad Tieli (铁力市)
- Condado Nancha (南岔县)
- Condado Tangwang (汤旺县)
- Condado Fenglin (丰林县)
- Condado Daqingshan (大箐山县)
- Condado Jiayin (嘉荫县)

## Historia
Yichun fue nombrada así por el río Yichun (伊春 河), que es un pequeño afluente del río Tangwang (汤 旺 河). Durante la dinastía Shang, Yichún fue una zona nómada de los manchúes. Antes de la dinastía Tang, la región estaba habitada por varias tribus nómadas en la zona fronteriza del noreste de China, incluyendo Sushen y Donghu. Durante la dinastía Qing, Yichún estaba bajo la administración de Qiqihar antes de convertirse en una ciudad menor bajo la jurisdicción del condado de Tangyuan (汤原县) en 1890.
El verdadero desarrollo de la región se inició después de la creación de Manchukuo, después de que las fuerzas japonesas se apoderaran de Manchuria en 1932. En noviembre de 1941, un ferrocarril que iba de Suihua a Jiamusi fue construido, una rama se extendió al actual distrito Yichún de Nancha en julio de 1942. En 1945, se estableció a Yichún como subdistrito bajo la administración del condado de Tangyuan. Como un importante centro de la industria maderera, Yichún ha crecido a un ritmo rápido desde 1949. En 1952, el Condado de Yichún fue establecido por el gobierno de la República Popular China. El 13 de febrero de 1958, Yichún fue designada como ciudad-prefectura, sin embargo, con el fin de establecer un programa piloto empresarial, el gobierno aprobó establecer el Distrito Especial de Yichún (伊春特区) en lugar de la ciudad en 1964. En 1979 se restableció la ciudad de Yichún.

## Clima
La ciudad está situada en zonas de montañas con espesos bosques. La zona de montañosas ocupa más del ochenta por ciento de su territorio, y hay cientos de ríos que atraviesan toda la ciudad.
Yichún es una de las ciudades con menor temperatura media en China. La temperatura varía mucho del día a la noche. Enero es el mes más frío del año con una temperatura media de -23 °C, mientras que julio es el mes más caluroso con una temperatura promedio de 25 °C .
| Parámetros climáticos promedio de Yichun (1956-2007) | Parámetros climáticos promedio de Yichun (1956-2007) | Parámetros climáticos promedio de Yichun (1956-2007) | Parámetros climáticos promedio de Yichun (1956-2007) | Parámetros climáticos promedio de Yichun (1956-2007) | Parámetros climáticos promedio de Yichun (1956-2007) | Parámetros climáticos promedio de Yichun (1956-2007) | Parámetros climáticos promedio de Yichun (1956-2007) | Parámetros climáticos promedio de Yichun (1956-2007) | Parámetros climáticos promedio de Yichun (1956-2007) | Parámetros climáticos promedio de Yichun (1956-2007) | Parámetros climáticos promedio de Yichun (1956-2007) | Parámetros climáticos promedio de Yichun (1956-2007) | Parámetros climáticos promedio de Yichun (1956-2007) |
| Mes                                                  | Ene.                                                 | Feb.                                                 | Mar.                                                 | Abr.                                                 | May.                                                 | Jun.                                                 | Jul.                                                 | Ago.                                                 | Sep.                                                 | Oct.                                                 | Nov.                                                 | Dic.                                                 | Anual                                                |
| ---------------------------------------------------- | ---------------------------------------------------- | ---------------------------------------------------- | ---------------------------------------------------- | ---------------------------------------------------- | ---------------------------------------------------- | ---------------------------------------------------- | ---------------------------------------------------- | ---------------------------------------------------- | ---------------------------------------------------- | ---------------------------------------------------- | ---------------------------------------------------- | ---------------------------------------------------- | ---------------------------------------------------- |
| Temp. máx. abs. (°C)                                 | 1.0                                                  | 8.0                                                  | 18.7                                                 | 27.9                                                 | 31.7                                                 | 35.1                                                 | 36.3                                                 | 35.4                                                 | 29.8                                                 | 26.8                                                 | 13.6                                                 | 2.2                                                  | '                                                    |
| Temp. máx. media (°C)                                | -14.5                                                | -8.2                                                 | 0.5                                                  | 11.2                                                 | 19.3                                                 | 24.4                                                 | 26.8                                                 | 24.9                                                 | 19.2                                                 | 10.1                                                 | -2.5                                                 | -12.8                                                | 8.2                                                  |
| Temp. media (°C)                                     | -22.4                                                | -16.7                                                | -6.8                                                 | 4.6                                                  | 12.0                                                 | 17.7                                                 | 21.0                                                 | 18.7                                                 | 11.8                                                 | 2.8                                                  | -9.0                                                 | -19.2                                                | 1.2                                                  |
| Temp. mín. media (°C)                                | -29.3                                                | -25.2                                                | -14.7                                                | -2.4                                                 | 4.2                                                  | 10.8                                                 | 15.2                                                 | 13.5                                                 | 6.0                                                  | -2.9                                                 | -15.1                                                | -25.5                                                | -5.5                                                 |
| Temp. mín. abs. (°C)                                 | -41.2                                                | -41.2                                                | -37.9                                                | -18.6                                                | -8.8                                                 | 0.5                                                  | 4.5                                                  | 0.4                                                  | -5.9                                                 | -22.5                                                | -33.1                                                | -40.4                                                | '                                                    |
| Precipitación total (mm)                             | 5.4                                                  | 5.3                                                  | 10.9                                                 | 24.8                                                 | 50.6                                                 | 96.1                                                 | 162.1                                                | 145.7                                                | 75.1                                                 | 32.5                                                 | 11.6                                                 | 8.3                                                  | 628.4                                                |
| Días de precipitaciones (≥ 1 mm)                     | 8.4                                                  | 6.1                                                  | 6.6                                                  | 9.4                                                  | 12.5                                                 | 15.7                                                 | 15.7                                                 | 15.5                                                 | 13.5                                                 | 9.6                                                  | 7.9                                                  | 9.6                                                  | 130.5                                                |
| Fuente: Weather China Jan 2010                       |                                                      |                                                      |                                                      |                                                      |                                                      |                                                      |                                                      |                                                      |                                                      |                                                      |                                                      |                                                      |                                                      |